# Dracena
Dracena é um município brasileiro no interior do estado de São Paulo, região Sudeste. Pertencente à Microrregião de Dracena e Mesorregião de Presidente Prudente, localiza-se a oeste da capital do estado, distando desta cerca de 650 km. Ocupa uma área territorial de 487,688 km² e a sua população, conforme o Censo 2022 do Instituto Brasileiro de Geografia e Estatística (IBGE), foi de 45 474 habitantes. É formado pelo distrito-sede, Dracena, e pelos distritos de Jaciporã e Jamaica.

## Toponímia

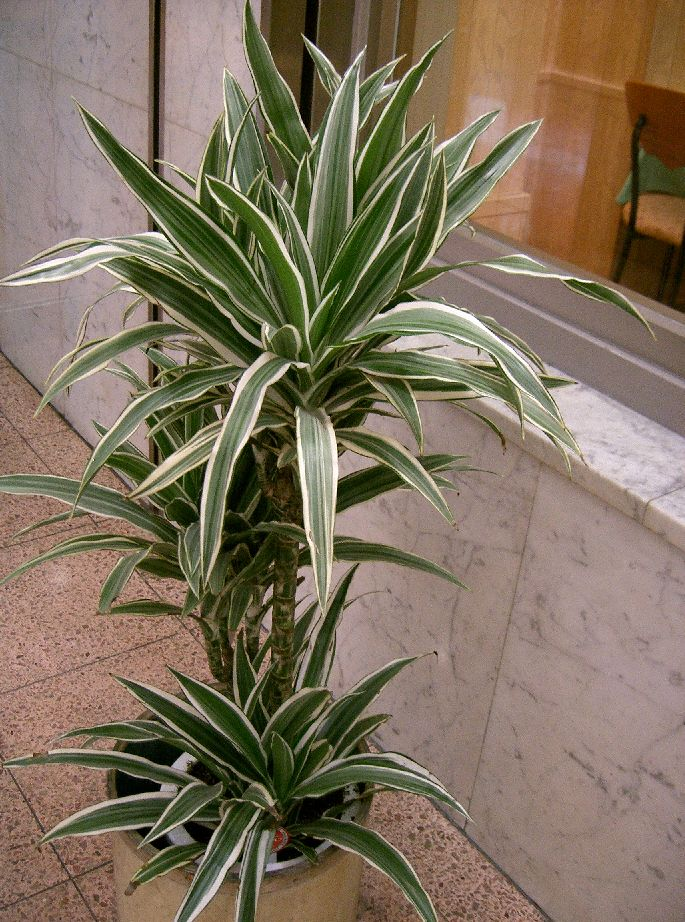
O nome do município, escolhido em um concurso, está ligado à planta de mesmo nome.

O nome "Dracena" veio de um concurso organizado pelos desbravadores Irio Spinardi, João Vendramini, Virgílio e Florêncio Fioravanti, fundadores do município. Esse concurso foi organizado em Tupã, a cerca de 120 quilômetros do local. O nome faz referência a planta ornamental de mesmo nome, cujas folhas têm a coloração verde e amarela, pertencente à família das liliáceas.

## História

### Origem
A fundação de Dracena ocorreu em 8 de dezembro de 1945, quando Irio Spinardi, João Vendramini, Virgílio e Florêncio Fioravanti tomaram uma iniciativa de estabelecer um núcleo na zona da mata, localizada no Oeste Paulista. Nesse dia ocorreu uma cerimônia, que contou com grande número de pessoas, quando foi lançada a pedra fundamental (após o término da construção de um rancho de pau-a-pique) que originou o município.
Após o planejamento do município, a gleba passou a ser subdividida em pequenas propriedades, dando melhores oportunidades de aquisição, e houve, ao mesmo tempo, a construção de um hotel a partir de um prédio com dois pavimentos, constituindo assim o povoamento. A construção de uma ferroviária e de casas e a doação de terras a pequenos proprietários foram os principais motivos que levaram Dracena a um importante progresso a partir de 8 de dezembro de 1945, data de sua fundação.
Dracena se tornou oficialmente município no ano de 1948, por meio da Lei Estadual n.º 233, a partir de uma proposta apresentada pelo então deputado estadual Ulisses Guimarães, sendo desmembrado do distrito de Gracianópolis (atualmente Tupi Paulista), município de Lucélia. Ao ser desmembrado, o município era composto de três distritos: Dracena, Jaciporã e Ouro Verde. A instalação oficial ocorreu em 4 de abril de 1949, quando tomou posse o primeiro prefeito do município, Írio Spinardi, um dos fundadores de Dracena, e o primeiro presidente da Câmara de Vereadores Messias Ferreira da Palma.
Em 30 de dezembro de 1953, a lei estadual nº 2.456 desmembra de Dracena o distrito de Ouro Verde, tornando-se município de São Paulo. A mesma lei criou o distrito de Jamaica, cuja terra foi desmembrada do distrito de Ouro Verde. Em 1960, Dracena era formada pelos distritos de Dracena, Jaciporã e Jamaica. A partir daí, o município não sofreu mais alterações em seu território.

## Geografia

Dracena, em vermelho, e municípios limítrofes, em azul.

Dracena está localizado na mesorregião de Presidente Prudente e microrregião homônima, no estado de São Paulo, Região Sudeste do Brasil, distante 650 km de São Paulo, e 949 km de Brasília, capital federal. Ocupa uma área territorial de 488,041 km² e se limita com os municípios de Tupi Paulista a norte; Piquerobi, Presidente Venceslau, Ribeirão dos Índios a sul; Junqueirópolis a leste e Ouro Verde a oeste.
Situado a uma altitude de aproximadamente 400 metros acima do nível do mar, o relevo do município está encravado no Planalto Ocidental Paulista, com topografia entre suave e ondulada. O solo é predominantemente arenoso.
O município pertence às sub-bacias dos rios Aguapeí e do Peixe, localizadas na bacia do rio Paraná. É cortado pelo Rio do Peixe, que nasce no município de Garça e desemboca no Rio Paraná, divisa de São Paulo com Mato Grosso do Sul. Também está localizado no Aquífero Guarani, uma das maiores reservas de água doce subterrâneas do planeta. Um importante curso de água de Dracena é o Córrego Prado, afluente do Rio do Peixe. Grande parte da água utilizada no abastecimento da população vem de poços artesianos ou semiartesianos.
A cobertura vegetal é formada pela capoeira, cerrado, mata e várzea. A mata é a predominante e cobre uma área 1 530 hectares (3,05% da área total do município). Existem ainda 18,39 hectares de áreas de reflorestamento (0,04%). Abriga, juntamente com os municípios de Ouro Verde, Piquerobi e Presidente Venceslau, uma unidade de conservação estadual, o Parque Estadual do Rio do Peixe, que cobre uma área de 7 720 hectares e foi instituído pelo decreto 47 095 de 18 de setembro de 2002, com o intuito de preservar a fauna e flora locais.

### Clima
| Maiores acumulados de precipitação em 24 horas registrados em Dracena por meses | Maiores acumulados de precipitação em 24 horas registrados em Dracena por meses | Maiores acumulados de precipitação em 24 horas registrados em Dracena por meses | Maiores acumulados de precipitação em 24 horas registrados em Dracena por meses | Maiores acumulados de precipitação em 24 horas registrados em Dracena por meses | Maiores acumulados de precipitação em 24 horas registrados em Dracena por meses | Maiores acumulados de precipitação em 24 horas registrados em Dracena por meses | Maiores acumulados de precipitação em 24 horas registrados em Dracena por meses |
| Mês                                                                             | Acumulado                                                                       | Data                                                                            | Mês                                                                             | Acumulado                                                                       | Data                                                                            |                                                                                 |                                                                                 |
| ------------------------------------------------------------------------------- | ------------------------------------------------------------------------------- | ------------------------------------------------------------------------------- | ------------------------------------------------------------------------------- | ------------------------------------------------------------------------------- | ------------------------------------------------------------------------------- | ------------------------------------------------------------------------------- | ------------------------------------------------------------------------------- |
| Janeiro                                                                         | 223,1 mm                                                                        | 28/01/2009                                                                      | Julho                                                                           | 64,4 mm                                                                         | 11/07/2004                                                                      |                                                                                 |                                                                                 |
| Fevereiro                                                                       | 146,3 mm                                                                        | 17/02/1951                                                                      | Agosto                                                                          | 70,3 mm                                                                         | 21/08/2017                                                                      |                                                                                 |                                                                                 |
| Março                                                                           | 94,4 mm                                                                         | 07/03/1991                                                                      | Setembro                                                                        | 101,3 mm                                                                        | 21/09/2015                                                                      |                                                                                 |                                                                                 |
| Abril                                                                           | 96,3 mm                                                                         | 01/04/1978                                                                      | Outubro                                                                         | 92,2 mm                                                                         | 03/10/1991                                                                      |                                                                                 |                                                                                 |
| Maio                                                                            | 111 mm                                                                          | 09/05/1954                                                                      | Novembro                                                                        | 110,4 mm                                                                        | 21/11/1963                                                                      |                                                                                 |                                                                                 |
| Junho                                                                           | 81,3 mm                                                                         | 27/06/2020                                                                      | Dezembro                                                                        | 111,2 mm                                                                        | 02/12/1984                                                                      |                                                                                 |                                                                                 |
| Fonte: DAAE-SP (1950-presente)                                                  |                                                                                 |                                                                                 |                                                                                 |                                                                                 |                                                                                 |                                                                                 |                                                                                 |

O clima de Dracena é caracterizado tropical semiúmido (tipo Aw na classificação climática de Köppen-Geiger). As temperaturas médias mensais superam 18 °C, sendo mais elevadas nos meses de verão e mais baixas nos meses de inverno. Nessa mesma época, quando é mais comum a entrada de massas de ar polares, podem ocorrer dias de frio intenso, com mínimas de 10 °C ou menos. Porém, é também o inverno a estação mais seca do ano, quando os eventos chuvas se tornam mais escassos e a umidade do ar (URA) despenca, podendo pode ficar abaixo de 30% ou mesmo de 20%, especialmente durante as tardes.  Durante o período chuvoso, eventualmente são registradas quedas de granizo em algumas áreas.
De acordo com o Departamento de Águas e Energia Elétrica do Estado de São Paulo (DAEE-SP), que possui dados pluviométricos de Dracena desde 1950, o maior acumulado de chuva em 24 horas registrado na cidade alcançou 223,1 mm em 28 de janeiro de 2009. A partir de novembro de 2016, quando entrou em operação uma estação meteorológica automática do Instituto Nacional de Meteorologia (INMET) em Dracena, dentro do câmpus da Universidade Estadual Paulista (UNESP), a menor temperatura registrada foi de 0,1 °C em 29 de julho de 2021 e a maior chegou a 42,4 °C em 6 de outubro de 2020, sendo esta uma das dez maiores temperaturas registradas pelo instituto no estado de São Paulo. A rajada de vento mais forte alcançou 30,7 m/s (110,5 km/h) em 4 de novembro de 2017. Por sua vez, o menor índice de URA chegou ocorreu na tarde de 19 de julho de 2021, com mínima de apenas 11%.
| Dados climatológicos para Dracena                           | Dados climatológicos para Dracena | Dados climatológicos para Dracena | Dados climatológicos para Dracena | Dados climatológicos para Dracena | Dados climatológicos para Dracena | Dados climatológicos para Dracena | Dados climatológicos para Dracena | Dados climatológicos para Dracena | Dados climatológicos para Dracena | Dados climatológicos para Dracena | Dados climatológicos para Dracena | Dados climatológicos para Dracena | Dados climatológicos para Dracena |
| Mês                                                         | Jan                               | Fev                               | Mar                               | Abr                               | Mai                               | Jun                               | Jul                               | Ago                               | Set                               | Out                               | Nov                               | Dez                               | Ano                               |
| ----------------------------------------------------------- | --------------------------------- | --------------------------------- | --------------------------------- | --------------------------------- | --------------------------------- | --------------------------------- | --------------------------------- | --------------------------------- | --------------------------------- | --------------------------------- | --------------------------------- | --------------------------------- | --------------------------------- |
| Temperatura máxima recorde (°C)                             | 38,1                              | 38,1                              | 36,2                              | 35,1                              | 34,5                              | 33,4                              | 33,6                              | 38,4                              | 41,5                              | 42,4                              | 41,5                              | 38,5                              | 42,4                              |
| Temperatura mínima recorde (°C)                             | 18,3                              | 14,8                              | 17,5                              | 9,2                               | 6,7                               | 1,9                               | 0,1                               | 5,5                               | 8,2                               | 12,2                              | 12,7                              | 16,7                              | 0,1                               |
| Precipitação (mm)                                           | 223,9                             | 176,6                             | 131,7                             | 73,5                              | 73                                | 47,4                              | 29,4                              | 33,4                              | 68                                | 124,7                             | 129,8                             | 177,7                             | 1 289,1                           |
| Fonte: INMET (recordes de temperatura: 03/11/2016-presente) |                                   |                                   |                                   |                                   |                                   |                                   |                                   |                                   |                                   |                                   |                                   |                                   |                                   |
| Fonte 2: DAEE-SP (médias de precipitação: 1950-2020)        |                                   |                                   |                                   |                                   |                                   |                                   |                                   |                                   |                                   |                                   |                                   |                                   |                                   |

## Demografia

### População
A população de Dracena de acordo o censo brasileiro de 2010 era de 43 258 habitantes, sendo 40 941 no distrito-sede (94,64%), 1 646 no distrito de Jamaica (3,8%) e 671 no distrito de Jaciporã (1,56%). Em termos populacionais, era o 142º município mais populoso do estado, apresentando uma densidade populacional de 88,64 km². Desse total, 21 405 eram do sexo masculino (49,48%) e 21 853 do sexo feminino (50,52%), tendo uma razão de sexo de 97,95. 39 946 habitantes viviam na zona urbana (92,34%) e 3 312 na zona rural. Quanto à faixa etária, 8 618 pessoas tinham menos de 15 anos (19,92%), 29 500 entre 15 e 64 anos (68,2%) e 5 140 possuíam 65 anos ou mais (11,88%). Ainda segundo o mesmo censo, a população étnica era formada por 30 048 brancos (69,46%), 10 393 pardos (24,03%), 1 504 amarelos (3,48%), 1 305 pretos (3,02%) e sete indígenas (0,02%).
Considerando-se a nacionalidade, 43 100 habitantes eram brasileiros natos (99,63%), 82 eram naturalizados brasileiros (0,19%) e 76 eram estrangeiros (0,18%). Em relação à região de nascimento, 39 628 eram nascidos no Região Sudeste (91,61%), 1 804 no Nordeste (4,17%), 736 no Centro-Oeste (1,7%), 727 no Sul (1,68%), 82 no Norte (0,19%) e outros 123 sem especificação (0,28%). 38 929 habitantes eram naturais dO Estado de S. Paulo (89,99%) e, desse total, 22 151 eram nascidos em Dracena (51,21%). Entre os naturais de outras unidades da federação, a Bahia era o estado com maior presença, com 899 habitantes residentes (2,08%), seguido pelo Paraná, com (1,62%), por Minas Gerais, com 593 (1,37%), por Mato Grosso do Sul, com 416 (0,96%). Para 2013, a estimativa populacional é de 45 346 habitantes.
O Índice de Desenvolvimento Humano do município é considerado alto, de acordo com dados do Programa das Nações Unidas para o Desenvolvimento. Segundo dados do relatório de 2010, divulgados em 2013, seu valor era de 0,776, sendo o 83º maior de São Paulo e o 168 º do Brasil. Considerando-se apenas o índice de longevidade, seu valor é de 0,842, o valor do índice de renda é de 0,752 e o de educação é de 0,717. Em 2003, o índice de pobreza era de 20,44% (o índice subjetivo era de 16,27%). De 2000 a 2010, a proporção de pessoas com renda domiciliar per capita de até 140 reais reduziu em 73,1%. Em 2010, 97,2% da população vivia acima da linha de pobreza, 2,3% encontrava-se entre as linhas de indigência e de pobreza e 0,5% estava abaixo da linha de pobreza. No mesmo ano, os 20% mais ricos eram responsáveis por 51,08% no rendimento total municipal, valor quase 9,3 vezes superior à dos 20% mais pobres, que era de 5,51%.

## Política e administração
O poder executivo do município é representado pelo prefeito e seu gabinete de secretários, seguindo o modelo proposto pela Constituição Federal. O primeiro prefeito foi Irio Spinardi, que esteve à frente do cargo entre 1949 e 1953.
O poder legislativo é constituído pela câmara, formada por treze vereadores eleitos para mandatos de quatro anos. Seu primeiro presidente foi Messias Ferreira da Palma, entre 1949 e 1953. Cabe à casa elaborar e votar leis fundamentais à administração e ao executivo, especialmente o orçamento municipal (conhecido como Lei de Diretrizes Orçamentárias).
Dracena se rege por sua lei orgânica, promulgada em 1990, e é sede de uma comarca do poder judiciário estadual, cujos termos são os distritos de Jamaica e Jaciporã e município de Ouro Verde. De acordo com o Tribunal Superior Eleitoral (TSE), possuía, em dezembro de 2013, 32 807 eleitores, o que representa 0,104 % do total do estado de São Paulo.

### Administração
- Prefeita: Geni Pereira Lobo Pesin (PP) 2025/2028 [48][49]
- Vice-prefeito: Jaime Nakano (PP)
- Presidente da câmara: Danilo Ledo dos Santos (UNIÃO) 2025/2026 [50]

## Economia
O Produto Interno Bruto (PIB) de Dracena é o maior de sua microrregião, destacando-se na área de prestação de serviços. 43 443 mil são de impostos sobre produtos líquidos de subsídios a preços correntes. De acordo com dados do IBGE, relativos a 2008, o PIB do município era de R$ 496 763,983 mil. O PIB per capita é de R$ 11 292,91
O setor primário é o segundo mais relevante da economia de Dracena. De todo o PIB do município, 15 420 mil reais é o valor adicionado bruto da agropecuária. Segundo o IBGE em 2009 o município possuía um rebanho de 43 162 bovinos, 955 equinos, 1 905 suínos, 132 caprinos, três asininos, dezoito muares, 2 100 ovinos, e 57 000 aves, dentre estas 32 000 galinhas e 25 000 galos, frangos e pintinhos. Em 2009 a cidade produziu 2 830 mil de litros de leite de 2 520 vacas. Foram produzidos 640 mil dúzias de ovos de galinha e 750 quilos de mel-de-abelha. Na lavoura temporária são produzidos feijão (935 mil toneladas), abacaxi (69 mil frutos), tomate (2,4 mil toneladas), milho (1,65 mil toneladas), mandioca (995 toneladas), feijão (900 toneladas), melancia (191 toneladas), mamona - baga - (30 toneladas).
O setor secundário é o menos relevante para a economia do município. 76 982 reais do PIB municipal são do valor adicionado bruto da indústria (setor secundário). Já setor terciário é o mais relevante para a economia municipal. A prestação de serviços rende 360 919 reais ao PIB municipal. O setor terciário atualmente é a maior fonte geradora do PIB dracenense. De acordo com o IBGE, a cidade possuía, no ano de 2008, 1 616 unidades locais, 1 580 empresas e estabelecimentos comerciais atuantes e 18 526 trabalhadores, sendo 10 251 pessoal ocupado total e 8 275 ocupado assalariado. Salários juntamente com outras remunerações somavam 100 938 reais e o salário médio mensal de todo município era de 2,2 salários mínimos.

## Infraestrutura

### Energia
O abastecimento de energia elétrica é feito pela Neoenergia Elektro, que atende diversos municípios do interior paulista.

### Saneamento
O serviço de abastecimento de água de toda o município é feito pela Empresa de Desenvolvimento, Água, Esgoto e Pavimentação de Dracena (EMDAEP).

### Comunicações
O sistema de telefones automáticos foi inaugurado na cidade em 1958 pela Cia. Telefônica Alta Paulista. Já o sistema de discagem direta à distância (DDD) foi implantado em 1978 pela Telecomunicações de São Paulo (TELESP) com o código de área (0188).
Na década de 90 o código DDD da cidade foi alterado para (018), para padronização do sistema telefônico com a telefonia celular que estava sendo implantada em todo o estado. O serviço telefônico móvel, por telefone celular, é oferecido por diversas operadoras, e o Código de Endereçamento Postal (CEP) do município é por logradouro desde 2023, com faixa de 17900-001 à 17915-999.

### Educação
| Ensino pré-escolar | 759   | 36  | 12 |
| Ensino fundamental | 4 889 | 347 | 15 |
| Ensino médio       | 1 796 | 139 | 2  |

No ano de 2009, o Índice de Desenvolvimento da Educação Básica (IDEB) das escolas estaduais era de 4,7, enquanto que o índice das escolas municipais era de 6,0. O município contava, em 2009, com 7 444 matrículas, 522 docentes e 34 escolas nas redes públicas e particulares. Há ainda algumas instituições de ensino superior, como a Universidade Estadual Paulista Júlio de Mesquita Filho (UNESP), Faculdades de Dracena (FADRA) e o Centro de Ensino Superior de Dracena (CESD) No ano de 2000, a taxa de analfabetismo era de 10,7% e a média de anos de estudo era 6,2. Nesse mesmo ano, 29% da população possuía menos de quatro anos de estudo e outros 61,2% possuíam menos de oito anos de escolaridade.

### Saúde
Em 2009, o município possuía 24 estabelecimentos de saúde, sendo doze deles privados e outros doze públicos entre hospitais, pronto-socorros, postos de saúde e serviços odontológicos. A Santa Casa de Dracena possui 153 leitos para internação, dos quais 35 são privados e 118 são do Sistema Único de Saúde (SUS), além de 10 leitos de Unidade de Terapia Intensiva (UTI). A cidade também conta com atendimento ambulatorial com atendimento médico em especialidades básicas, atendimento odontológico com dentista e presta serviço ao SUS.

### Criminalidade e segurança pública
Como na maioria dos municípios médios e grandes brasileiros, a criminalidade ainda é um problema em Dracena. Em 2008, a taxa de homicídios no município foi de 11,4 para cada 100 mil habitantes, ficando na 137ª posição a nível estadual e no 1570° lugar a nível nacional. O índice de suicídios naquele ano para cada 100 mil habitantes também foi de 6,8, sendo o 66ª a nível estadual e o 735° a nível nacional. Já em relação à taxa de óbitos por acidentes de transito, o índice foi de 52,3 para cada 100 mil habitantes, ficando na décima primeira posição a nível estadual e no 109° lugar a nível nacional.
A queda de homicídios por causas relacionadas à violência urbana se deve às medidas tomadas pela Polícia Militar do Estado de São Paulo (PMSP), como o Registro Digital de Ocorrência (RDO), adotado em mais 46 municípios do estado de São Paulo. O RDO permite que os boletins de ocorrência (BOs) feitos nas unidades policiais sejam padronizados via intranet, armazenados em bancos de dados e consultados por outros órgãos policiais.

### Transportes

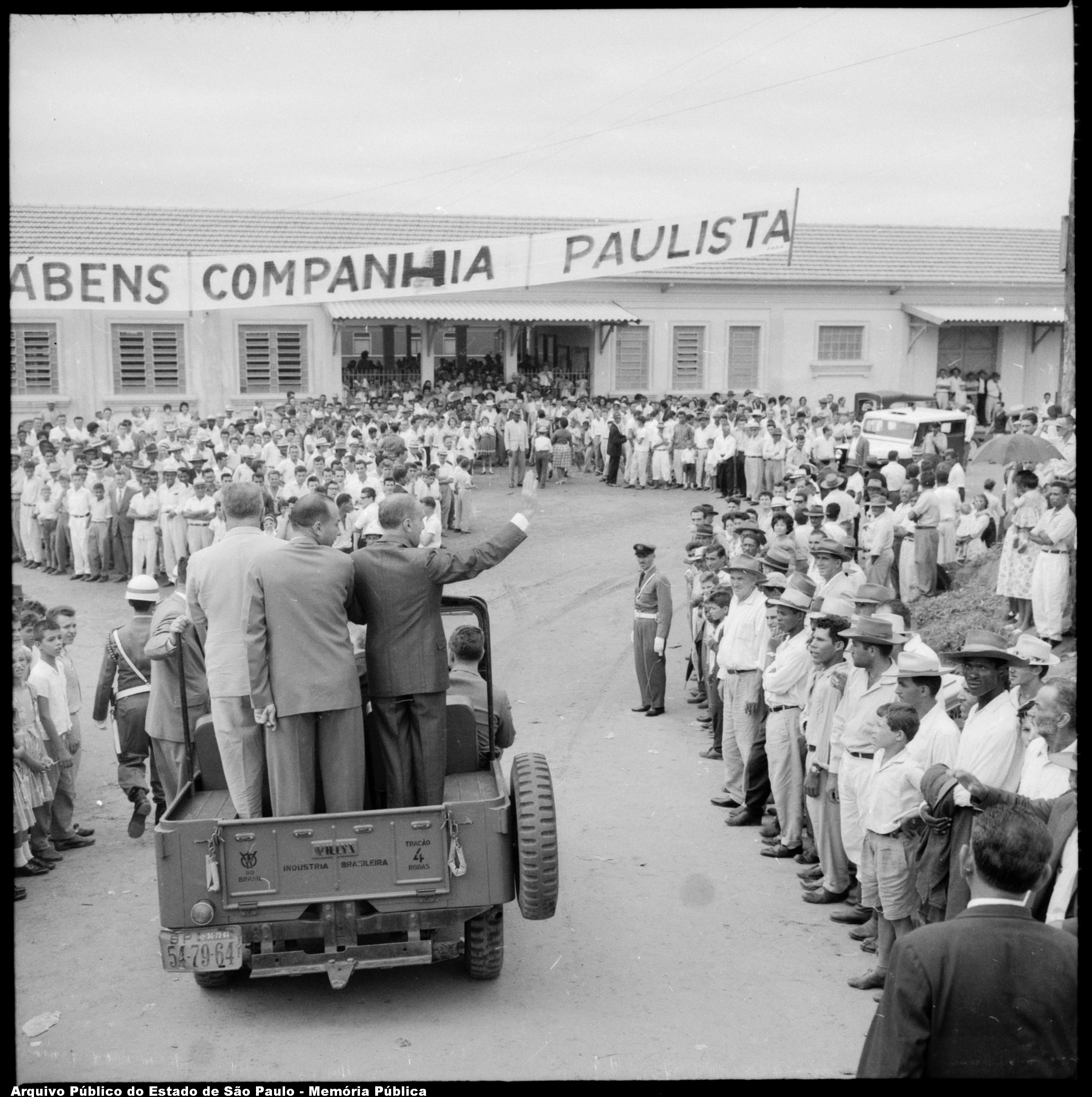
Inauguração da estação ferroviária de Dracena, 1959.

O município é servido pela hidrovia Tietê-Paraná, que facilita o escoamento dos produtos para os países do Mercosul. A frota municipal no ano de 2010 era de 24 960 veículos, sendo 13 520 automóveis, 944 caminhões, 255 caminhões-trator, 1 895 caminhonetes, 46 micro-ônibus, 5 276 motocicletas, 1 027 motonetas, 121 ônibus, apenas um trator de roda e 43 veículos utilitários. Outras tipos de veículos incluíam 1 401 unidades.
As avenidas duplicadas e pavimentadas e diversos semáforos facilitam o trânsito da cidade, mas o crescimento no número de veículos nos últimos dez anos está gerando um tráfego cada vez mais lento de carros, principalmente na Sede do município. Além disso, tem se tornado difícil encontrar vagas para estacionar no centro comercial da cidade, o que vem gerando alguns prejuízos ao comércio. As principais rodovias que passam pelo município são a SP-294, que liga Bauru, no centro do estado, a Panorama, na divisa entre São Paulo e Mato Grosso do Sul; e a SP-563, que liga Teodoro Sampaio, na divisa entre São Paulo e Paraná, a Andradina, no noroeste paulista. Entre a SP-294 e a SP-563, também existe a BR-158, próximo a Dracena, que vai do Pará até o Rio Grande do Sul.
O município é cortado pela Linha Tronco Oeste da antiga Companhia Paulista de Estradas de Ferro, que liga Dracena às cidades de Itirapina e Panorama e atualmente se encontra concedida à Rumo Logística para o transporte de cargas. Pela ferrovia, o município também era atendido pelo transporte de passageiros de longa distância operado na Estação Ferroviária de Dracena, entre 1941 e meados dos anos 90. Os últimos trens de passageiros ainda trafegariam pela última vez na cidade em março de 2001, porém já não realizavam mais paradas em sua estação ferroviária.

## Cultura e lazer
A Fundação Dracenense de Educação e Cultura (FUNDEC) é o órgão responsável pela educação e pela área cultural e esportiva do município de Dracena.

### Artesanato e arquitetura
O artesanato também é uma das formas mais espontâneas da expressão cultural dracenense. Em várias partes do município é possível encontrar uma produção artesanal diferenciada, feita com matérias-primas regionais e criada de acordo com a cultura e o modo de vida local. Alguns grupos, como o Grupo de Artesãs de Dracena, reúnem diversos artesãos da região, disponibilizando espaço para confecção, exposição e venda dos produtos artesanais. Normalmente essas peças são vendidas em lojas de artesanato, feiras, exposições. Um exemplo ocorre na Feira de Artesanato de Dracena, realizada todos os anos do mês de agosto, que conta com uma importante participação popular. Nessa feira, os expositores vêm de várias regiões do país, associados e vinculados à Associação de Executores de Artesanato.
Na praça Arthur Pagnozzi, foi fundado um jardim japonês, como homenagem em comemoração aos cem anos da imigração japonesa no Brasil, sendo esta obra fruto de parceria entre a Associação Dracenense de Esporte e Cultura e da Comissão Organizadora dos Festejos dos 100 anos da Imigração Japonesa (ADEC) e a prefeitura, inspirado nos jardins do Japão; a área total do jardim é de 600 metros quadrados, cujo principal arquiteto envolvido nesse projeto foi Maurício Beretta.

### Principais eventos
Todos os anos, milhares de eventos são organizados no município. Anualmente, os principais eventos organizados são a festa da Páscoa em abril (que também é comemorada em todo o Brasil, logo após a Semana Santa), a Festa da Bondade (também no mês de abril), a Festa de Maio (em maio), a festa de Corpus Christi (em junho), a Feira Agropecuária de Dracena (FAPIDRA - em agosto), o Salão de Artes Plásticas (também realizada em agosto), a Festa do Peão de Dracena (em setembro), a festa de emancipação política, comemorada no dia do aniversário do município (8 de dezembro) e a Feira de Artesanato (também em dezembro). Festas realizadas anualmente no Brasil também são comemoradas em território dracenense, como o Ano-Novo, o Carnaval e o Natal. Também são populares no município a realização da festa junina (Dracena Celebra - Festa Junina). Novos eventos também vêm sendo criados e popularizados em Dracena, como a Festival de Música Popular Brasileira de Dracena, criado em 2010.
Em 2023, o ativista Ronaldo Rocha protagonizou a campanha "Novembro Azul", cujas ações visam conscientizar a população sobre a saúde do homem. Vestido totalmente de azul durante todo o mês de novembro de 2023, Ronaldo Rocha se notabilizou perante a comunidade local.
Em 2024, o ativista Ronaldo Rocha pretende organizar o chamado "Natal GLBTQIAPN+", promovendo a inclusão da comunidade gay nas festividades de final de ano. O evento ainda depende do aval do Poder Público local.

### Esportes
Seu principal e mais tradicional clube de futebol é o Dracena Futebol Clube, fundado em julho de 1948. Seu principal estádio é o Estádio Írio Spinardi, que recentemente passou por obras em 2009 e foi reaberto em março de 2010.

### Feriados
Em Dracena, existem dois feriados municipais. O primeiro é o 12 de outubro, dia de Nossa Senhora Aparecida, padroeira do Brasil, que é também padroeira do município; e o outro é o dia 8 de dezembro, dia de emancipação política do município, onde também é comemorado o dia de Nossa Senhora da Conceição. De acordo com a lei federal n.º 9.093, aprovada em 12 de setembro de 1995, os municípios podem ter no máximo quatro feriados municipais, já incluída a Sexta-Feira Santa.

## Religião
O Cristianismo se faz presente na cidade da seguinte forma:

### Igreja católica
De acordo com a atual divisão feita pela Igreja Católica, o município está situado na região pastoral III da Diocese de Marília, e é sede de quatro paróquias com os padroeiros sendo Nossa Senhora da Conceição Aparecida,Nossa Senhora de Fátima,Francisco de Assis e Frei Galvão No censo 2010 o catolicismo romano era a religião predominante no município, com 30 273 adeptos, ou 69,98 % da população total.

### Igrejas evangélicas
Dracena possui os mais diversos credos protestantes ou reformados. Do total de evangélicos, 4 589 pertenciam às evangélicas de origem pentecostais (10,61%), 1 479 às de missão (3,42%) e 3 130 a evangélicas não determinadas (7,24%). Entre as pentecostais, 1 689 pertenciam à Assembleia de Deus (3,93%), 897 à Congregação Cristã do Brasil (2,07%), 282 à O Brasil para Cristo (0,65%), 149 à Deus é Amor (0,34%), 86 à Universal do Reino de Deus (0,2%), setenta ao Evangelho Quadrangular (0,16%) e 1 407 a outras igrejas pentecostais (3,25%). Entre as de missão, 891 eram batistas (2,06%), 373 adventistas (0,86%), 169 presbiterianos (0,39%), 34 metodistas (0,08%) e doze luteranos (0,03%).

### Outras religiões
Além do catolicismo romano e do protestantismo, também existiam 1 086 espíritas (2,51%), 253 budistas (0,58%), 201 testemunhas de Jeová (0,47%), 95 seguidores de novas religiões orientais (0,22%), 35 judaístas (0,08%), dezesseis umbandistas (0,04%), quatorze pertencentes a tradições indígenas (0,03%), doze candomblecistas (0,03%), nove esotéricos (0,02%). Dentre as novas religiões orientais, a Igreja Messiânica Mundial, com 53 seguidores (0,12%). Outros 1 587 eram sem religião (3,67%), dos quais 77 eram ateus (0,18%); 314 possuíam religiosidade não determinada ou mal definida (0,73%); 144 pertenciam a outras religiosidades cristãs (0,33%) e 21 não souberam (0,05%).